# Phaonia chalchica
Phaonia chalchica är en tvåvingeart som beskrevs av Zinovjev 1980. Phaonia chalchica ingår i släktet Phaonia och familjen husflugor.
Artens utbredningsområde är Mongoliet. Inga underarter finns listade i Catalogue of Life.